# Захисниці (срібна монета)
«Захисниці» — срібна пам'ятна  монета номіналом 10 гривень, випущена Національним банком України, присвячена українським жінкам, які тримають оборону на фронті та в тилу: воюють, працюють, годують, волонтерять, моляться, чекають, кохають та захищають родини та Батьківщину.
Монету введено в обіг 02 жовтня 2023 року. Вона належить до серії «Безсмертна моя Україно». Презентація монети відбулась за участі: ординатора відділення реанімації та інтенсивної терапії у Головному військовому клінічному шпиталі Міністерства оборони України підполковника Аліни Слободянюк; ветеранки російсько-української війни Єви Тур; військовослужбовиці Збройних Сил України та волонтерки Лесі Литвинової.

## Опис та характеристики монети
| Номінал грн. | Метал  | Маса, грам | Діаметр, мм. | Якість виготовлення       | Гурт                           | Тираж, штук |
| ------------ | ------ | ---------- | ------------ | ------------------------- | ------------------------------ | ----------- |
| 10           | срібло | 31.1       | 38.6         | спеціальний анциркулейтед | гладкий із заглибленим написом | 2 500       |

### Аверс
На аверсі монети розміщено: у центрі символічну композицію, що демонструє відважність та волелюбність, щирість та водночас ніжність, дбайливість українських жінок, втілених в образах матері та захисниці, над якими напис «УКРАЇНА». Праворуч зображено малий державний Герб України, оздоблений стилізованим орнаментом української вишивки, який також розташований ліворуч. Номінал — «10» та графічний символ гривні розташований під орнаментом ліворуч, а під гербом — рік карбування монети «2023».

### Реверс
На реверсі монети на дзеркальному тлі розміщено композицію, що символізує жіночність українок-захисниць: стилізовані хвилі жіночого волосся, заплетеного в косу, як символ накопичення життєвої сили, необхідної для здоров'я і духовного розвитку (ліворуч); абриси жіночої фігури в плахті як символ жіночої ініціації з використанням елементу оздоблення — тамподрук (праворуч).

## Автори
- Художник: Куц Марина;
- Скульптор: Демяненко Анатолій[4].

## Вартість монети
Фактична приблизна вартість монети з роками змінювалася так:
| Рік        | 2024  | 2025  | 2026 |
| ---------- | ----- | ----- | ---- |
| Ціна, грн. | 6 000 | 6 100 |      |